# Dans in Suriname

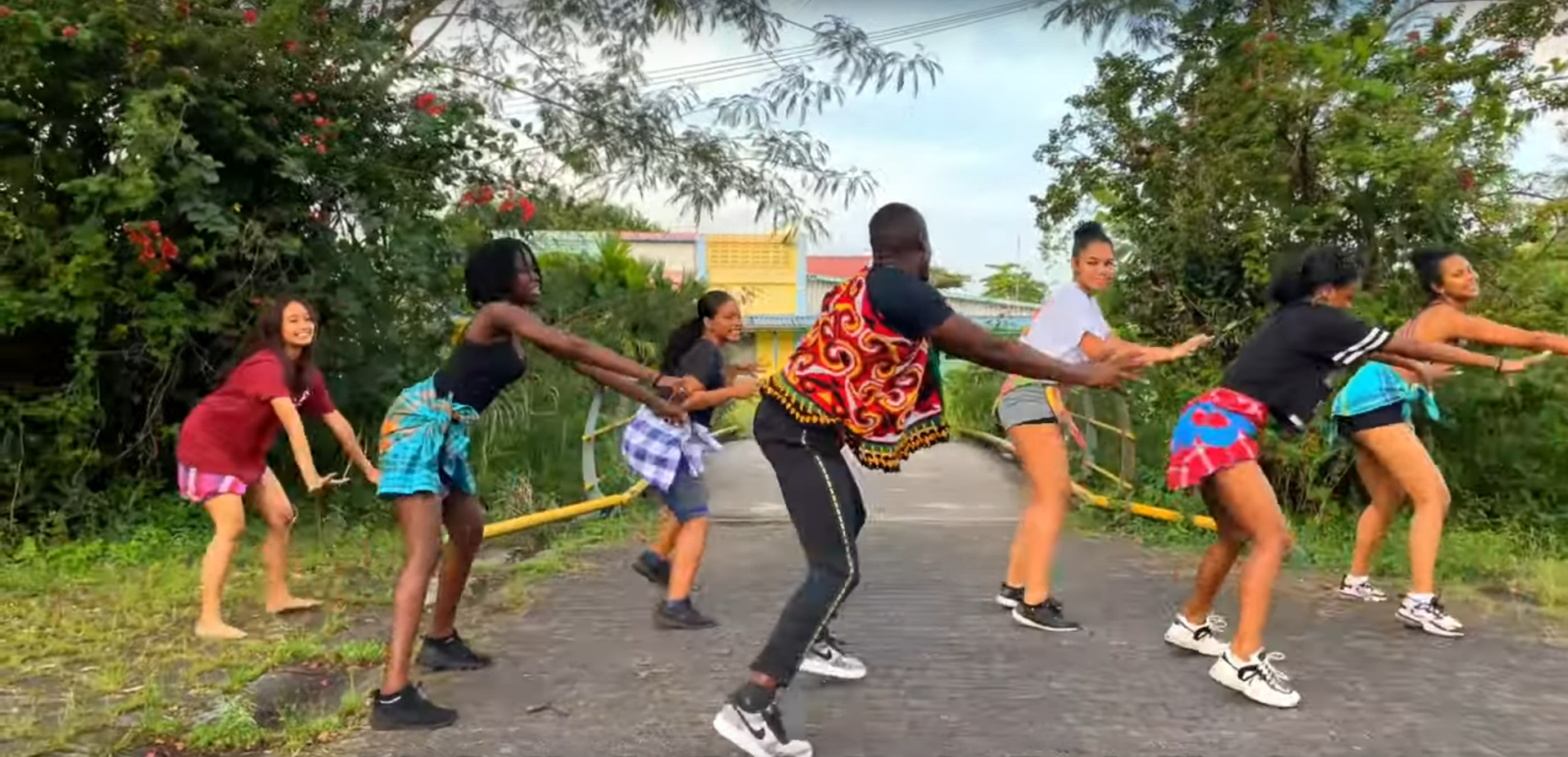
Banamba-fragment, 2021

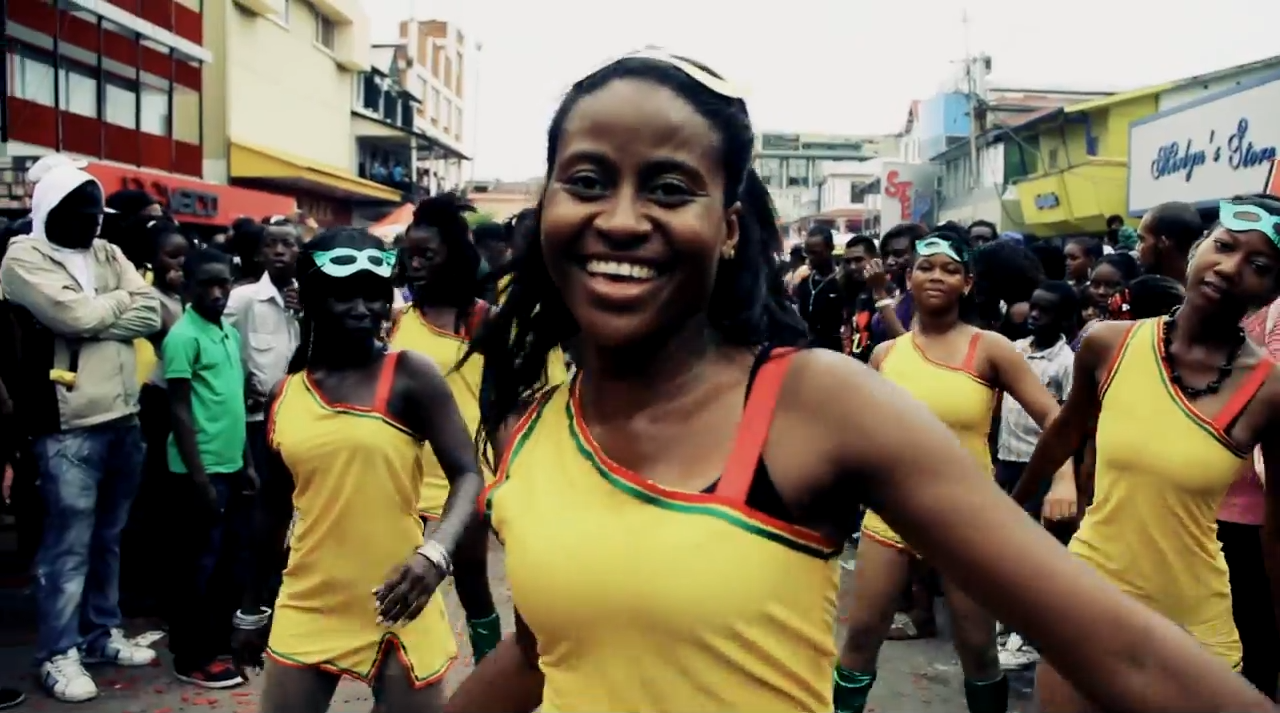
Owru yari (oudjaarsdag), 2011

Dans is in Suriname een ritmische beweging die van amateur- tot professioneel niveau wordt beoefend om onder andere culturele, sociale en spirituele redenen. Suriname kent door de aanwezigheid van meerdere grote bevolkingsgroepen een verscheidenheid aan traditionele en nieuw-ontwikkelde dansstijlen. Daarnaast bereikten verschillende popstijlen het land, vanuit het Westen, de Caraïben, Java en Bollywood.

## Oorsprong
De oorspronkelijke bewoners kenden hun eigen, met name rituele dansen. Gedurende de kolonisatie brachten de nieuwe bevolkingsgroepen hun dansen mee uit Europa, Afrika en Azië. Hierop volgde de entree van muziekstijlen uit andere regio's, met parallel de bijbehorende dansstijlen, zoals lambada, merengue en salsa uit Latijns-Amerika, bubbling, cadence en reggae uit de Cariben, en ballet en dansen uit allerlei popmuziekstijlen uit de Westerse wereld.

### Inheems

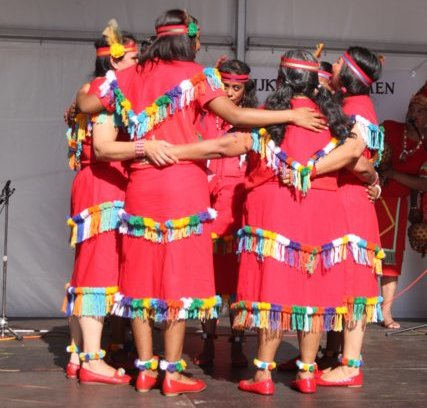
Surinaams-inheemse dansers

Eind 20e eeuw wonen er rond de 20.000 inheemse Surinamers in het land. Sinds de kolonisatie, en de daarbovenop komende evangelisatie, hebben zij veel van hun culturele immateriële erfgoed verloren. De traditionele instrumenten die er waren, zoals de fluit, mochten Trio's niet meer voor hun traditionele muziek gebruiken. Vervolgens kwam hier in de loop van de 20e eeuw de opkomst van de radio bij, waardoor veel jonge inheemsen in contact kwamen met popmuziek. Jonge Karaïben in het oosten van Suriname kwamen onder invloed te staan van de Frans-Antilliaanse cadence, en de Arowakken stapten vrijwel geheel over op de kawinamuziek. In de loop van de 20e eeuw kwamen initiatieven op gang om de verdwijning van inheemse cultuur te keren, en ook oude dansen weer op te voeren.
De maraka is een dans van de Karaïben. In golvende voorwaartse bewegingen wordt in een kring gedanst en naar 'Moeder Aarde' gebogen. Bij de krawasie- en pyjai-liederen staan de Karaïbische dansers eveneens in een kring en is de muziek een middel om de dansers in trance te brengen. De maraka en krawasie komen eveneens voor bij de Wayana's. Door evangelisatie was traditionele muziek bij de Wayana's in 20e eeuw geheel verdwenen. Bij verwanten in Frans-Guyana werd de oude kennis opnieuw geleerd en verloren cultuur nieuw leven ingeblazen. Een rouwperiode duurt volgens de Wayana-traditie langer dan bij de Karaïben en bestaat uit drie dagen en nachten spelen en drinken, een week slapen en vervolgens een hervatting van de muziek gedurende drie achtereenvolgende dagen.

### Afro-Surinaams

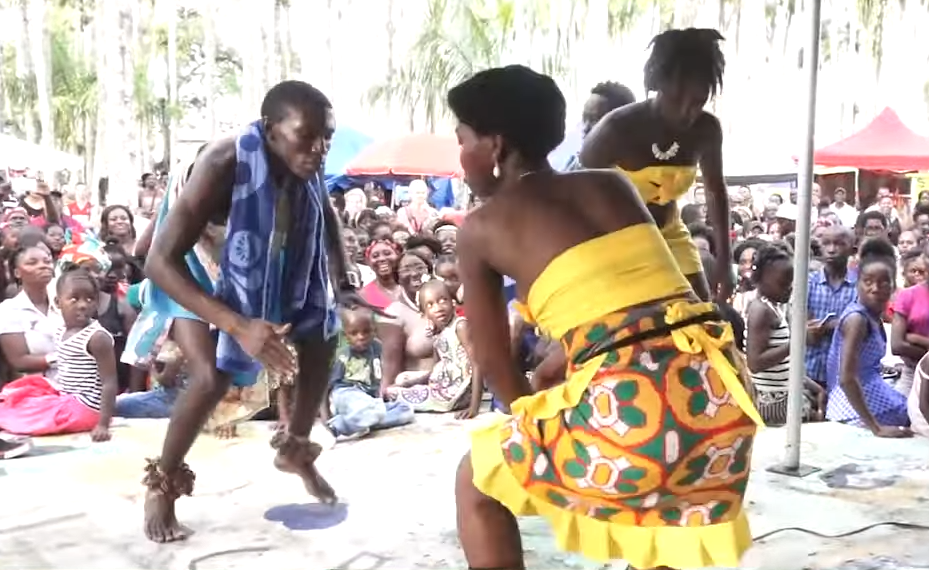
Awasa-dansers

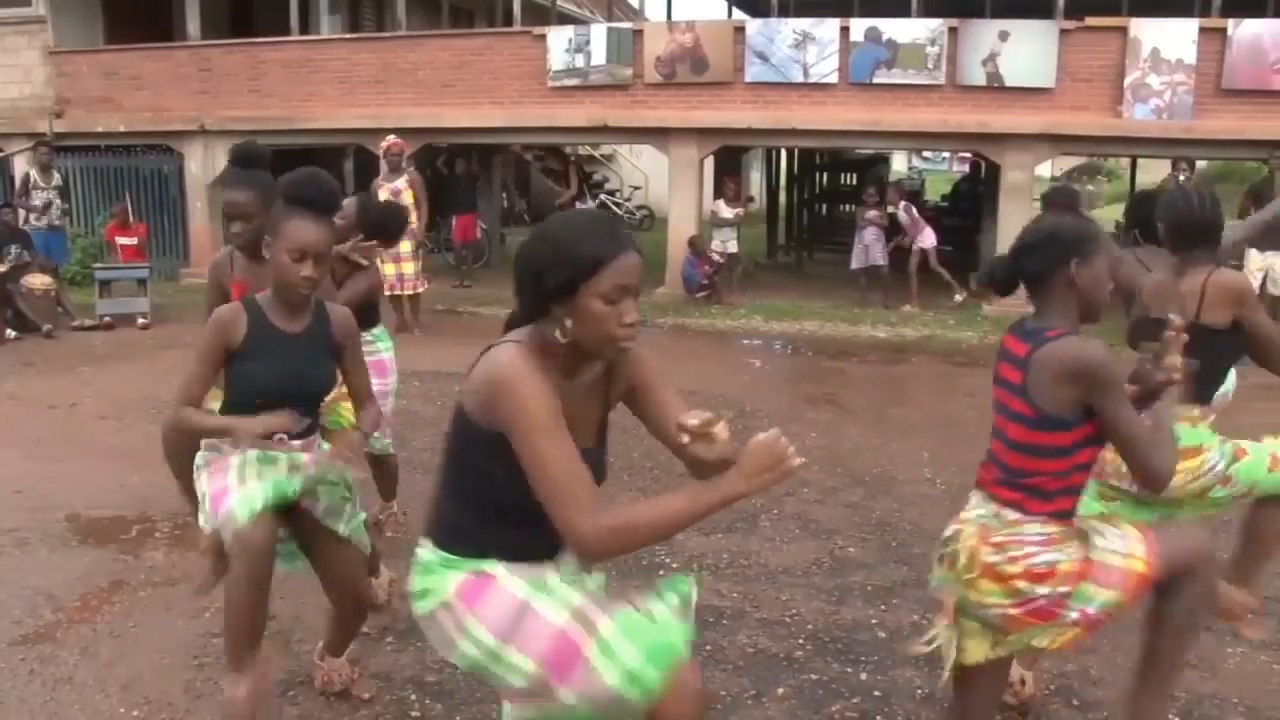
Moengo Festival, Tembe Art Studio, 2019

Bijna alle Afro-Surinaamse muziek en dans is geworteld in de Winti-religie. Deze is voortgekomen uit West-Afrikaanse religies en rituelen en heeft ook islamitische elementen. Bij aankomst in Suriname versmolten de grote verschillen uit niet-homogene Afrikaanse culturen. Er waren wel kleine verschillende onderling, zoals eigen Winti-liederen per plantage. Zij die vluchtten – de Marrons – stichtten in het regenwoud eigen stammen die soms zo machtig werden dat de koloniale machthebbers vredesverdragen met hen sloten. Door een tekort aan vrouwen bleven de Marrons in contact staan met de Creolen op de plantages, waardoor beide culturen niet ver uit elkaar groeiden. Verder waren er nog creolen in Paramaribo, die deels slavenarbeid deden en deels vrijgelaten waren. Sinds de afschaffing van de slavernij is vanuit de plantages en het binnenland een trek naar de hoofdstad op gang gekomen die tot aan het begin van de 21e eeuw voortduurt.
In Suriname ontwikkelde de Winti-cultus zich verder onder christelijke en inheemse invloeden. Een voorbeeld van een inheems element is wanneer met knikkende knieën wordt gedanst bij een trance tijdens het dansen voor indji-winti (ook ingi-winti), de vermakelijke winti-goden die grappen en obscene moppen maken en bedelen. Er ontwikkelden zich meerdere eigen dansen, zoals de sekete bij de Saramaccaners en de awasa en songé bij de Aukaners, waarbij ook de dansers muziek maken door middel van schudinstrumenten aan hun enkels. In de tweede helft van de 19e eeuw gingen verschillende dansstijlen op in de tuka. Centraal staan in de winti het geloof in het opperwezen, waarbij bij elke winti een eigen muziek- en dansstijl wordt opgevoerd met een verschillend karakter en kleur. De soko en banja zijn belangrijke muziek- en dansstijlen waarin geesten van voorouders worden opgeroepen. Elke banjaprei vangt aan met een verering van 'Moeder Aarde'. De oude dans werd vooral uitgevoerd door danseressen en werd vanwege de schoonheid soms ook door de plantage-eigenaren toegestaan en bijgewoond.
De partij-banja werd door een zang- en dansgroep uitgevoerd die partij of doe-groep werd genoemd. Hierin traden vaste personages op als de Sisi (ceremonieleidster), Aflaw (flauwvalster) en de Datra (dokter). Door onderlinge twisten werden du-groepen later verboden. Verwant eraan was de laku, waarin de Afrikaanse boot vervangen was door een contractarbeiderschip, met personages als de Koeli (Hindoestaan), de Koeli Konsro (Britse consul) en de Snesi (Chinees). Andere vormen van dans en drama waren de susa, die vooral door mannen opgevoerd werd, en de kanga's, wat een verzameling is van kinderspelen en -bewegingen op muziek die een Afrikaanse oorsprong hebben.

#### Dragemans

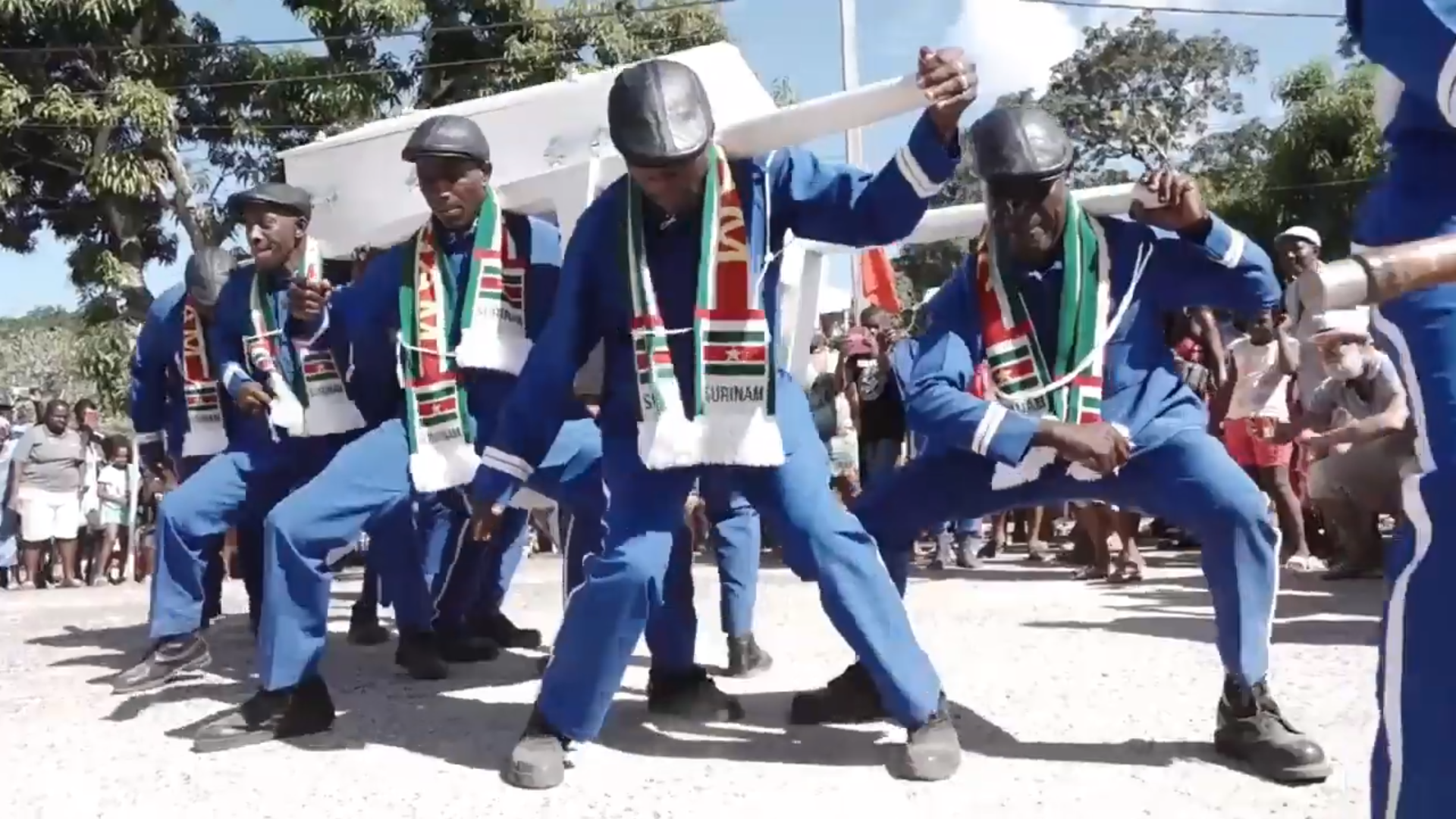
Opvoering tijdens Drageman Dey, 2019

Tijdens begrafenisrituelen voeren de dragemans (kistdragers) schijnbewegingen uit, die veel weg hebben van danspasjes. Ze dienen ervoor om de ziel vrij te maken van het lichaam. Sinds de 21e eeuw wordt voor kistdragers Drageman Dey georganiseerd, waaraan in 2015 en 2017 een wedstrijd verbonden was voor de beste dragers.

### Chinees

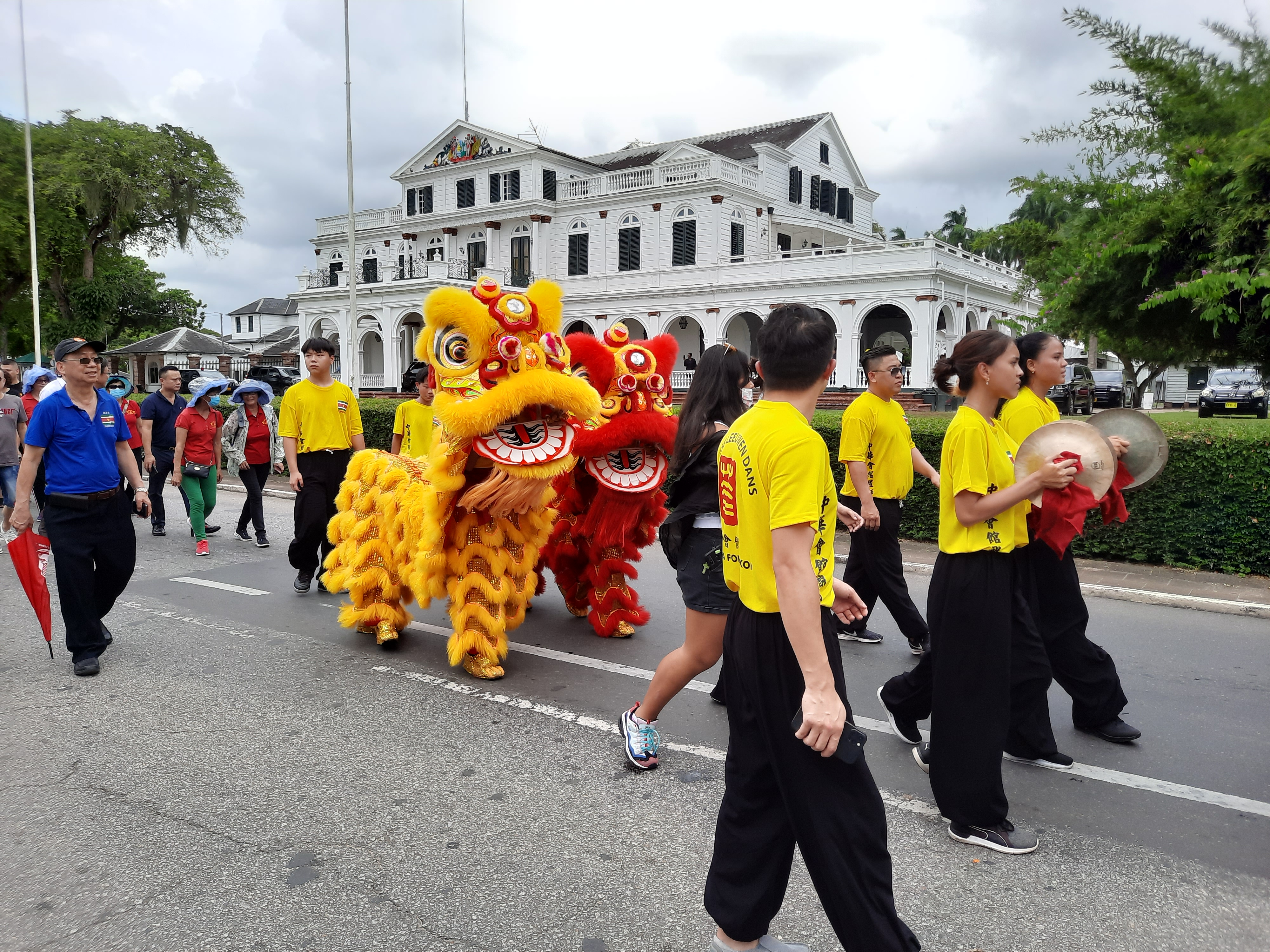
Chinese drakendans, Dag der Marrons, 2022

Chinezen waren de eerste groep contractarbeiders die Suriname binnenkwam om het tekort aan arbeiders op te lossen als gevolg van de afschaffing van de slavernij. Het Chinees Nieuwjaar is het jaarlijkse evenement waarin de Chinese cultuur het meest zichtbaar is voor de andere Surinaamse bevolkinggroepen. De drakendans luidt de festiviteiten in als familiebijeenkomsten met maaltijden, lampions, veel vuurwerk en dansopvoeringen in groepen op het toneel. De drakendans wordt uitgevoerd door een team van twee of meer dansers die een draak nabootsen in een kleurrijk kostuum met felle kleuren. De ceremonie is traditioneel bedoeld om boze geesten schrik aan te jagen en wordt wereldwijd door Chinezen opgevoerd tijdens bijna alle speciale festivals. Deze traditie is begonnen tijdens de Han-dynastie in de twee eeuwen voor onze jaartelling.

### Hindoestaans
Hindoestanen namen vanuit Noord-India (vooral Uttar Pradesh) de Hindoestaanse muziek mee naar Suriname, een van de twee hoofdstromingen aldaar naast de Carnatische muziek in Zuid-India. Een van de dansen die meekwam is de Chokrá, die oorspronkelijk met twee mannelijke dansers werd opgevoerd van wie een verkleed als vrouw. Hiervoor werd in India gekozen nadat besloten was dat vrouwen alleen voor een select gezelschap of in tempels mochten dansen. Nadat alleen de als danseres verklede man overbleef, werd de naam gewijzigd in londa ke nác. Onder jongeren is de  interesse hiervoor teruggelopen aan het eind van de jaren 2010.
Door de wens van Hindoestaanse jongeren om te dansen en plezier te maken, in plaats van te luisteren naar moralistische baithak gana, ontstond in de 20e eeuw steeds meer interesse in Bollywood-films, met Hindi-talige filmi-muziek, in stijlen als disco en andere pop, en een belangrijk aandeel voor dans. Ook richtten Hindoestaanse jongeren dansorkestjes op, met daarin plaats voor westerse instrumenten en andere muziekstijlen.
De bharata natyam is een klassieke Zuid-Indiase dans die in 1997 in Suriname werd geïntroduceerd door Madhoerie Jagmohan, die hiervoor naar Suriname verhuisde. Het is ook een van de dansen die wordt opgevoerd in het Folkloristisch Ensemble Paramaribo van Marlène Lie A Ling. Vooraanstaande Surinaamse danseressen in dit genre zijn Evita Issa, Namita Bhaggoe-Ajodhia en Sieske Rama.
Door Hindoestanen wordt verder nog de Noord-Indiase kathak gedanst. De boerendans nagara, die op gelijknamige trommels (nagara's) wordt gedanst, is begin jaren 2020 vrijwel niet meer in trek.
|  |  |

### Javaans

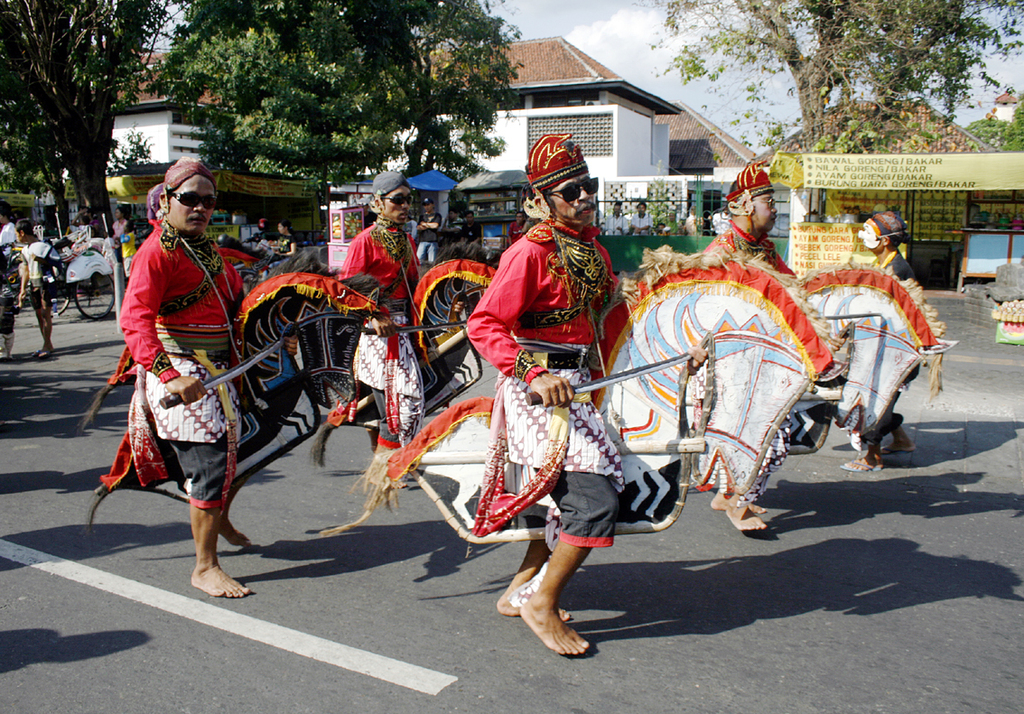
De paardendans jaran képang

Vanuit Nederlands-Indië brachten Javanen onder meer de paardendans jaran képang mee. De dansers zitten bij de uitvoering op een uit riet gevlochten stokpaard. Op het ritme van gamelanmuziek bootsen zij een ruiter na die zijn paard ment. In trance nemen zij het gedrag aan van een paard, door te galopperen, om zich heen te schoppen en gras te eten.
Ook Javaanse jongeren hebben in Suriname aan het eind van de 20e eeuw vooral interesse in muziek om op te dansen, zoals de eigentijdse pop-Jawa, maar ook lokale stijlen als de Surinaamse kaseko en de Caraïbische merengue, en minder in stijlen van hun voorouders, zoals gamelan.
Hierdoor zijn ook smamensmeltingen (fusions) ontstaan. Een voorbeeld is van de traditionele Javaanse dans die zich ontwikkelde tot een Surinaamse moderne dansstijl met klassieke, moderne, jazz- en Afro-technieken en elementen uit Indiase dansen en de Javaanse vechtkunst pencak silat. De dans wordt begeleid met kasekomuziek, met als kleding de Javaanse slendang-sjaal, de Javaanse komprang-broek, het Surinaamse koto-rokje en de Creoolse angisa-hoofddoek.

### Westerse stijlen
Er is in de loop van de eeuwen een veelheid aan muziek uit de Westerse wereld  binnenkomen, van wereldmuziek tot religieus en licht tot klassiek. Er waren ook stijlen die hun eigen verdere ontwikkeling kenden in Suriname, waaronder de hofdans set-dansi van artiesten als Jopie Vrieze en George Schermacher.
In 1952 richtte het Cultureel Centrum Suriname (CCS) de eerste balletschool van het land op. Vanaf 1973 liep het balletonderwijs via zelfstandig werkende scholen verder. Hier waren medio jaren 1970 rond de duizend leerlingen ingeschreven. Daarnaast was er van 1978 tot in de jaren 1990 het Nationaal Ballet Suriname, en komen sinds 1986 Surinaamse balletdansers internationaal uit vanuit Marlène's Ballet Company. Een Surinaamse vorm is de dogla-stijl die werd ontwikkeld door Ilse-Marie Hajary. Zij mengde jazzballet met Afro-Caraïbische bewegingen en -ritmes en voegde er Hindoestaanse bewegingen aan toe met de handen, de voeten en het hoofd.

### Ontwikkelingen en vermengingen
De dansen uit de verschillende bevolkingsgroepen vormden gezamenlijk de basis onder nieuwe ontwikkelingen. Dit ging vaak parallel aan de ontwikkeling van de muziekstijlen, als achtereenvolgens bigi-poku, kawina en kaseko. Ook daarna hebben dansen zich in Suriname over de hele linie verder ontwikkeld.

## Moengo Festival of Theatre & Dance

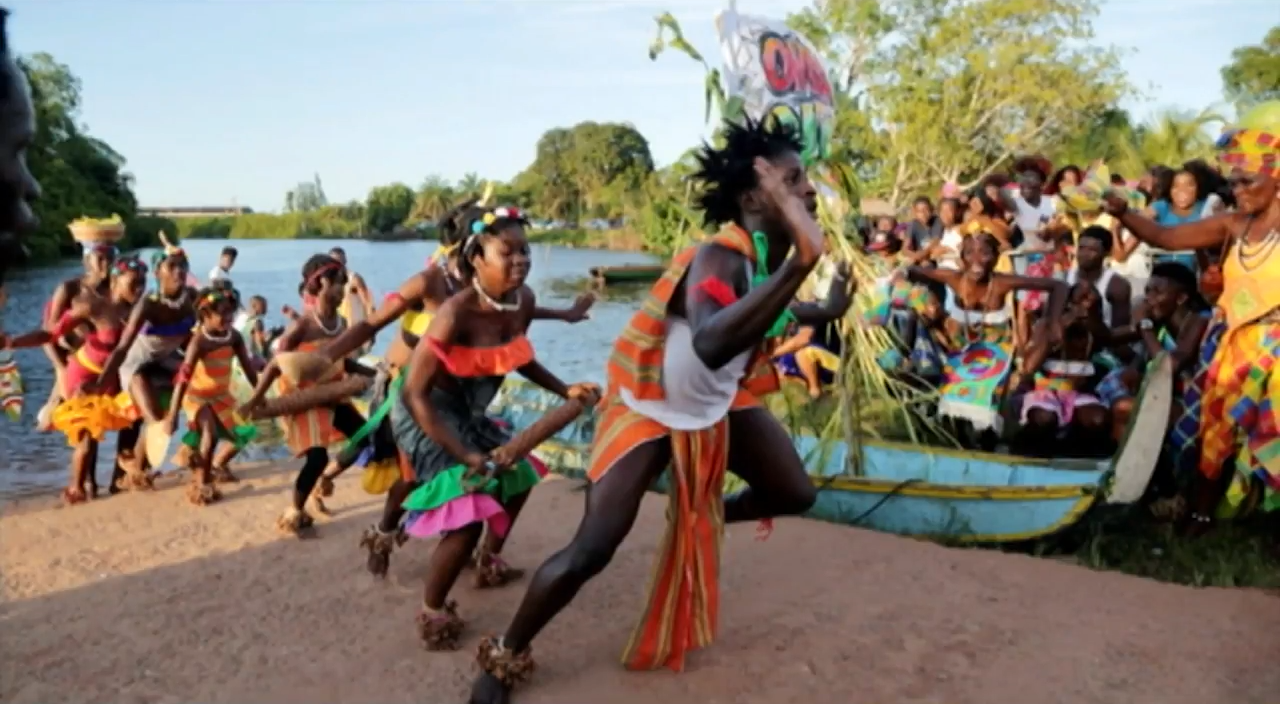
Poolo Boto, opening Moengo Festival, 2017

Het Moengo Festival of Theatre & Dance is driejaarlijks een van de drie versies van het Moengo Festival. Het werd gehouden in 2014 en 2017. Het festival trekt jaarlijks duizenden bezoekers en wijzigde van opzet in 2019; 2020 was het beginjaar van de coronacrisis in Suriname.
|                                                  |  |  |
| Individuele dansopvoering, Moengo Festival, 2019 |  |  |

## Dansgezelschappen
Er zijn in Suriname een groot aantal dansscholen, en daarbij diverse dansgezelschappen (geweest). Hieronder volgt een (incompleet) overzicht van Surinaamse dansgezelschappen.
NAKSNAKS is een sociaal culturele vereniging die aan het eind van de jaren 1940 is opgericht. In de loop van haar bestaan heeft de vereniging tal van initiatieven, opleidingen en uitvoeringen georganiseerd op het gebied van met name Afro-Surinaamse dans.
Cultureel Centrum SurinameHet CCS richtte in 1952 de eerste balletschool van Suriname op. Het heeft balletvoorstellingen gegeven en doet dat begin 21e eeuw nog steeds in folkloristische en lokale dansen.
Nationaal Ballet SurinameHet Nationaal Ballet werd in 1978 opgericht en bestond tot na 1992. Het trad op met meerdere balletvoorstellingen, waaronder met eigen Surinaamse stijlen als de dogla van Ilse-Marie Hajary.
Marlène's Ballet CompanyMarlène Lie A Ling richtte haar Ballet Company in 1986 op met het doel om meer met de talenten te doen uit haar Marlène's Balletschool. Het gezelschap heeft internationale prijzen gewonnen.
Folkloristisch Ensemble ParamariboDit ensemble werd eveneens in 1986 door Marlène Lie A Ling opgericht om meer met haar talenten te kunnen doen.
ArtLab SurinameHet Art Laboratorium Suriname is een artiestencollectief waaraan verschillende dansgroepen zijn gelieerd, zoals Turbo Squad en The Myztikalz.